# والتر كلارك (سياسي)
والتر كلارك (بالإنجليزية: Walter Clarke)‏ هو سياسي أمريكي، ولد في 1640 في نيوبورت في الولايات المتحدة، وتوفي بنفس المكان في 23 مايو 1714.

## حياته
ولد والتر كلارك في نيوبروت (رود آيلاند) في جزيرة أكويدنيك (تعرف الآن باسم رود آيلاند)، كان ابن الرئيس الاستعماري جيريمي كلارك من زوجته فرانسيس لاثام.  كان والده من أوائل المستوطنين المتدينين في المستعمرة،  وعليه أصبح والرت من طائفة الكويكرز.
 عام 1667، انتخب كلارك نائباً للجمعية العامة من نيوبورت، ,هذه وظيفته الحكومية التي استمرت على مدى نصف قرن من الزمان. انتخب مرة أخرى لنفس المنصب أعوام 1670، 1672، 1673، ثم اختير مساعداً لمدة ثلاث سنوات من 1973 إلى 1676.  وبموجب الميثاق الملكي لعام 1663، انتخب أحرار المستعمرة حاكماً ونائباً للحاكم وعشرة مساعدين وعدداً من النواب من كل مدينة، أطلق على الهيئة بأكملها اسم الجمعية العامة.   أصبح مجلس النواب هيئة تشريعية، وأصبح المساعدون أعضاء مجلس الشيوخ.  اجتمعت الجمعية مرتين في السنة في مايو وأكتوبر. كما عملت الجمعية كهيئة قضائية للمستعمرة، بالاشتراك مع الحاكم ونائبه.  كان القلق الأكبر للمستعمرة خلال فترة كلارك كنائب أو مساعد هو نهب أراضي رود آيلاند من قبل المستعمرات المجاورة، ولا سيما مستعمرة خليج ماساتشوستس و كونيتيكت. 